# Тоурир Йоуханн Хельгасон
Тоурир Йоуханн Хельгасон (исл. Þórir Jóhann Helgason; родился 28 сентября 2000 года, Хабнарфьордюр, Исландия) — исландский футболист, полузащитник итальянского клуба «Лечче» и сборной Исландии.

## Клубная карьера
Тоурир Йоуханн Хельгасон является воспитанником футбольного клуба «Хёйкар». За клуб дебютировал в матче против «Фрама». Всего за клуб сыграл 11 матчей, где не забил ни одного мяча.
14 апреля 2018 года перешёл в «Хабнарфьордюр». За клуб дебютировал в матче против «Рейкьявика», где забил гол. Всего за клуб сыграл 65 матчей, где забил 8 мячей и отдал 10 голевых передач.
15 июля 2020 года перешёл в «Лечче». За клуб дебютировал в кубке Италии в матче против «Пармы». Свой первый матч в чемпионате сыграл в матче против «Кремонезе». Свой первый гол забил в ворота футбольного клуба СПАЛ.

## Карьера в сборной
За сборные Исландии до 18 и 19 лет сыграл 7 матчей. За молодёжную команду сыграл на чемпионате Европы, где отыграл 17 минут в матче против Франции. За сборную Исландии дебютировал в матче против Мексики. Свой первый гол забил в ворота Израиля.

## Достижения
- Финалист кубка Исландии: 2019
- Победитель Серии B: 2021/22